# Парно налягане
Парното налягане е налягането (ако парата е смесена с други газове, парциалното налягане) на парата на определено вещество.
Когато парциалното налягане на течност е равно на налягането на нейната пара, течността е частично изпарена: течността и парите са в равновесие.
При постоянна температура:
- Ако парциалното налягане на течността е малко (и налягането на парите се увеличава), течността ще се изпарява, докато накрая цялата течност се превърне (изпари) в газ.
- Ако парциалното налягане на течността се покачи (и налягането на парите е малко), течността ще се сгъсти, докато в крайна сметка цялата пара кондензира в течността.